# Choi Jung-won
Choi Jung-won (kor. 최정원; * 16. August 1995) ist ein südkoreanischer Fußballspieler.

## Karriere
Choi Jung-won erlernte das Fußballspielen in den Schulmannschaften der Gosaek Elementary School, Wongok Middle School und der Choji High School, der Jugendmannschaft des Erstligisten Pohang Steelers sowie in der Universitätsmannschaft der Konkuk University in Südkorea. 2018 ging er nach Japan und unterschrieb seinen ersten Profivertrag bei Fagiano Okayama. Der Verein aus Okayama, einer Hafenstadt in der Präfektur Okayama auf Honshū, der Hauptinsel von Japan, spielte in der zweithöchsten japanischen Liga, der J2 League. Hier absolvierte er bisher 45 Zweitligaspiele.